# Przyjdź, słodka śmierci
Przyjdź, słodka śmierci (niem. Komm, süßer Tod) – powieść kryminalna austriackiego pisarza Wolfa Haasa z 1998 (wydawnictwo Rowohlt Taschenbuch). Polskie wydanie książki ukazało się w 2008 w tłumaczeniu Barbary Tarnas.

## Treść
Jak w większości powieści kryminalnych Haasa, głównym bohaterem jest Simon Brenner. Były policjant, który zwolnił się z policji rozczarowany tamtejszymi stosunkami, podjął pracę jako kierowca w stacji transportu sanitarnego Czerwonego Krzyża w Wiedniu. Na terenie miasta mają miejsce ostre tarcia konkurencyjne między Czerwonym Krzyżem i pogotowiem ratunkowym. Gdy dochodzi do morderstw Brenner musi zaangażować swoje umiejętności detektywistyczne, celem rozwikłania ich tajemnicy. Afera dotyczy mordowania staruszków, celem szybszego realizowania testamentów, zawierających zapisy na rzecz Czerwonego Krzyża.
Tytuł nawiązuje do Pasji według św. Mateusza autorstwa Jana Sebastiana Bacha, której melodię wygwizduje Brenner mimowolnie podczas wykonywania obowiązków służbowych (Przyjdź słodki krzyżu). 

## Film
Powieść została sfilmowana pod tym samym tytułem (reżyserem był Wolfgang Murnberger) i weszła na ekrany kin austriackich w 2000. Brennera zagrał Josef Hader.